# Ближнемельничный
Ближнемельничный — хутор в Суровикинском районе Волгоградской области России.
Входит в состав Нижнечирского сельского поселения.

## География
Хутор не имеет названий улиц.

## Население
| 2010 |
| ---- |
| 106  |

Население хутора в 2002 году составляло 150 человек.

## Инфраструктура
На хуторе имеется Муниципальное образовательное учреждение Ближнемельничная основная общеобразовательная школа (хутор Ближнемельничный, д. 56).
В декабре 2017 года Ближнемельничный был газифицирован.